# محمد غدير
محمد غدير (بالعبرية: מוחמד גאדיר‏)، لاعب كرة قدم عربي إسرائيل (ولد في 21 يناير 1991) يلعب في نادي بني يهودا.

## سيرته
ولد في قرية بئر المكسور شمال إسرائيل. منذ طفولته إنضم إلى فريق ْمكابي حيفا, وقي نهاية موسم 2007 /2008 لعب أولى مبارياته في الدرجة العليا
في 29 ماي 2005 انتقل إلى نادي اتحاد أبناء سخنين على سبيل الإعارة

## مسيرته المهنيّة
عندما كان طفلاً التحق بقسم الشباب في مكابي حيفا ، حيث بدأ مسيرته كمُدافع ، لكنّه تحوّل لاحقًا إلى مركز المهاجم. في أقسام الشباب ، أظهر قدرات الهدّاف المتمّيز ولاعب عالي السرعة.
في موسم 2006/2007 سجّل 13 هدفاً واختير كلاعب متميّز في فريق الأولاد الأول بالنادي. في موسم 2007/2008 تمّت ترقيته إلى فريق الشباب ، حيث تم اختياره أيضًا كلاعب متميّز ، وفي نهاية الموسم ظهر لأوّل مرّة في فريق النادي الأوّل.يدرس غدير في كلية أونو الأكاديمية للحصول على درجة البكالوريوس في التربية والمجتمع ، مع تخصص في الرياضة.

## انجازاته الريّاضيّة
في موسم 2008/2009 ، وعلى الرغم من إصابته التي عطّلته لمدة شهر تقريبًا ، إلا أنّه لَعب 14 مرة بالزيّ الرسمي لفريق مكابي حيفا الأوّل في الدوري االممتاز ، وسجّل هدفه الأوّل في الدوري المُمتاز يوم 14 تشرين الثانّي ،عام 2008 في مباراة ضد هبوعيل بيتح تكفا. في هذا الموسم ، واصل اللّعب في نفس الوقت في فريق الشباب ، وكان مشاركًا في كلّ من البطولة التّي فاز بها الفريق الأوّل والبطولة التّي فاز بها فريق الشباب.
في بداية موسم 2009/2010 ، أصبح غدير لاعبًا منتظمًا في الفريق الأوّل ، بالفعل في سن 18 عامًا ، بالفعل في ذلك الصيّف ، ساعد الفريق في التأهل لمرحلة المجموعات بدوري أبطال أوروبا للمرة الثانية في ذلك التاريخ بعد تسجيله ثلاثة أهداف في التصفيات منها في الانتصار 2-1 و3-0 على النمساوي ريد بول سالزبورغ في الدور الرابع [1].
في موسم 2010/2011 سجل ستة أهداف في الدوري وفاز ببطولة أخرى مع الفريق.
على مر السنين ، تراجعت قدرة غدير وبدأ في الحصول على دقائق لُعَب أقل. مع اقتراب شهر كانون الثاني عام 2012 ، نشأت إمكانية إنضمام غدير لفريق آخر ، لكنّه في النهاية قرّر البقاء في مكابي حيفا حتى نهاية الموسم.
في نهاية ذلك الموسم ، تأهّل مع الفريق لنهائي كأس الدولة ، حيث بدأ الفريق بخسارة 2-1 أمام هبوعيل تل أبيب. في بداية موسم 2012/2013 ، حرّر مدرب مكابي حيفا روفين أتار عن غدير من الفريق.
في 12 آب ، وقّع مع Wassland-Beveren من الدوري البلجيكي المُمتاز ، حيث لَعِب جنبًا إلى جنب مع Gal Sheesh و Barak في Dash ، لكنّه لم يحصل على الكثير من الدقائق التي لعبها في زيّ الفريق.
في 29 آيّارعام 2013 ، عاد غدير إلى إسرائيل وأنضمّ لمجموعة أبناء سخنين. في موسمه الأوّل مع الفريق سجّل خمسة أهداف في الدوري في 32 مباراة ، وفي موسم 2014/2015 سجّل 16 هدفاَ وكان ثاني هدّافي الدوري الممتاز بعد عيران زهافي.
في11حزيران عام 2015 ، عاد لولاية ثانية في الدوري البلجيكي الممتاز ووقّع عقدًا لمدة أربع سنوات مع لوسيرن ، دفع له نصف مليون دولار لمكابي حيفا [2].
ولعب غدير نصف موسم في لاكران وشارك في ثماني مباريات بالدوري.
في 3 شباط عام 2016 ، عاد غدير إلى إسرائيل ووقّع عقدًا مُدّته ثلاث سنوات ونصف مع هبوعيل بئر السبع ، دفع له 300 ألف يورو.
في 9 شباط ، ظهر لأوّل مرة مع فريقه في الفوز 2-0 على بيتار تل أبيب الرملة في كأس الدولة. في 13 شباط ، ظهر فريقه لأوّل مرّة في الدوري الممتاز ضد هبوعيل حيفا في ملعب سامي عوفر حيث بئر السبع.
فاز 2-1 حتى نهاية الموسم شارك غدير في تسع مباريات بالدوري وفاز بالبطولة مع الفريق وفي 11 آب فاز مع الفريق بلقب الأبطال بعد فوزه 4-2 على حامل الكأس مكابي حيفا [3] .
لعب غدير مع الفريق في تصفيات دوري أبطال أوروبا وتأهّل معهم لمرحلة المجموعات بالدوري الأوروبي ، وفي 28 كانون الأوّل فاز غدير بكأس توتو مع بئر السبّع بعد دخوله كبديل في 1. 4 ـ الانتصار على كريات شمونة في المباراة النهائية 
وشارك غدير في 15 مباراة بالدوري هذا الموسم سجّل فيها ثلاثة أهداف ، وفي النهاية فاز مع الفريق في البطولة للمرة الثانية على التوالي. في بداية موسم 2017/2018 ، فاز مرة أخرى بلقب البطل مع الفريق ، عندما بدأ في التشكيلة وسجل هدفًا في الفوز 4-2 على حامل الكأس بني يهودا ، لكن بعد مباراة واحدة في الدوري هو أصيب ولم يعد للعب حتى نهاية الموسم الذي فاز فيه بالبطولة مع الفريق الثالث على التوالي.
بدأ غدير موسم 2018/2019 مع هبوعيل بئر السبع ، لكن في 8 أيلول عام 2018 وقّع لمُدّة عامين مع فريق أبناء سخنين.
في 15 آيلول  ، ظهر غدير لأوّل مرّة في النادّي ، عندما شارك كبديل في مباراة ضد هبوعيل تل أبيب ، وفي ظهوره الثاني في آبناء سخنين ، سجّل هدفه الأوّل ، في مباراة ضد بيتار القدس. في المجموع ، سجّل غدير خمسة أهداف في الدوري هذا الموسم ، وفي النهاية هبط الفريق إلى الدرجة العُليا .
4 تموز / يوليو 2019 وقع غدير عقدًا لمدة عامين مع بني يهودا تل أبيب 
في أول ظهور له مع الفريق ، الذّي أقيم في 8 آب عام 2019 ، سجّل وساعد في مباراة انتهت بالتعادل 2-2 ضد نيفتشي باكو في تصفيات الدوري الأوروبي.
في 13 آيّار عام 2021 وقّع لموسم واحد مع هبوعيل الخضيرة.

## منتخبات إسرائيل:
لعب غدير بالزيّ الرسمي لفريق الفتيان وفريق الشباب الإسرائيلي ، وفي فريق الشباب سجّل لأول مرّة في مباراته الأولى في تشرين الثّاني 2008 ضد فريق الشباب الصربي
حتى عام 2012 ، قدم ما مجموعه 15 ظهورًا بالزي الرسمي للفريق الشاب ، حيث سجّل هدفًا واحدًا.

## روابط خارجية
- محمد غدير على موقع قاعدة بيانات كرة القدم.إي يو (الإنجليزية)
- محمد غدير على موقع Soccerway.com (الإنجليزية)